# Sems kommun
Sems kommun (norska: Sem kommune) var en kommun i Vestfold fylke i sydöstra Norge. Kommunen omfattade ett område i den sydöstra delen av nuvarande Tønsbergs kommun (landsbygden norrut kring staden Tønsberg) samt en mindre del av nuvarande Hortens kommun (Stang i Åsgårdstrand). Tätorten Sem utgjorde kommunens ursprungliga centralort, därefter blev det sedan 1962 staden Tønsberg istället,  även om denna inte ingick i kommunen.

## Administrativ historik
Sems kommun upprättades den 1 januari 1838 (som Sæm formannskapsdistrikt) när Formannskapslovene från 1837 trädde i kraft.
Mellan 1877 och 1967 genomfördes ett antal gränsregleringar med grannkommuner:
- 1 januari 1877: bebott område (61 invånare) till Tønsbergs kommun
- 1 juli 1915: bebott område (12 invånare) från Nøtterøy kommun
- 1 januari 1965: bebott område (Stang med 126 invånare) till Borre kommun
- 1 januari 1967: bebott område (5 invånare) från Stokke kommun
- 1 januari 1967: bebott område (2 invånare) till Stokke kommun

Den 1 januari 1988 gick Sems kommun upp i Tønsbergs kommun. Kommunens hade då 21 948 invånare.

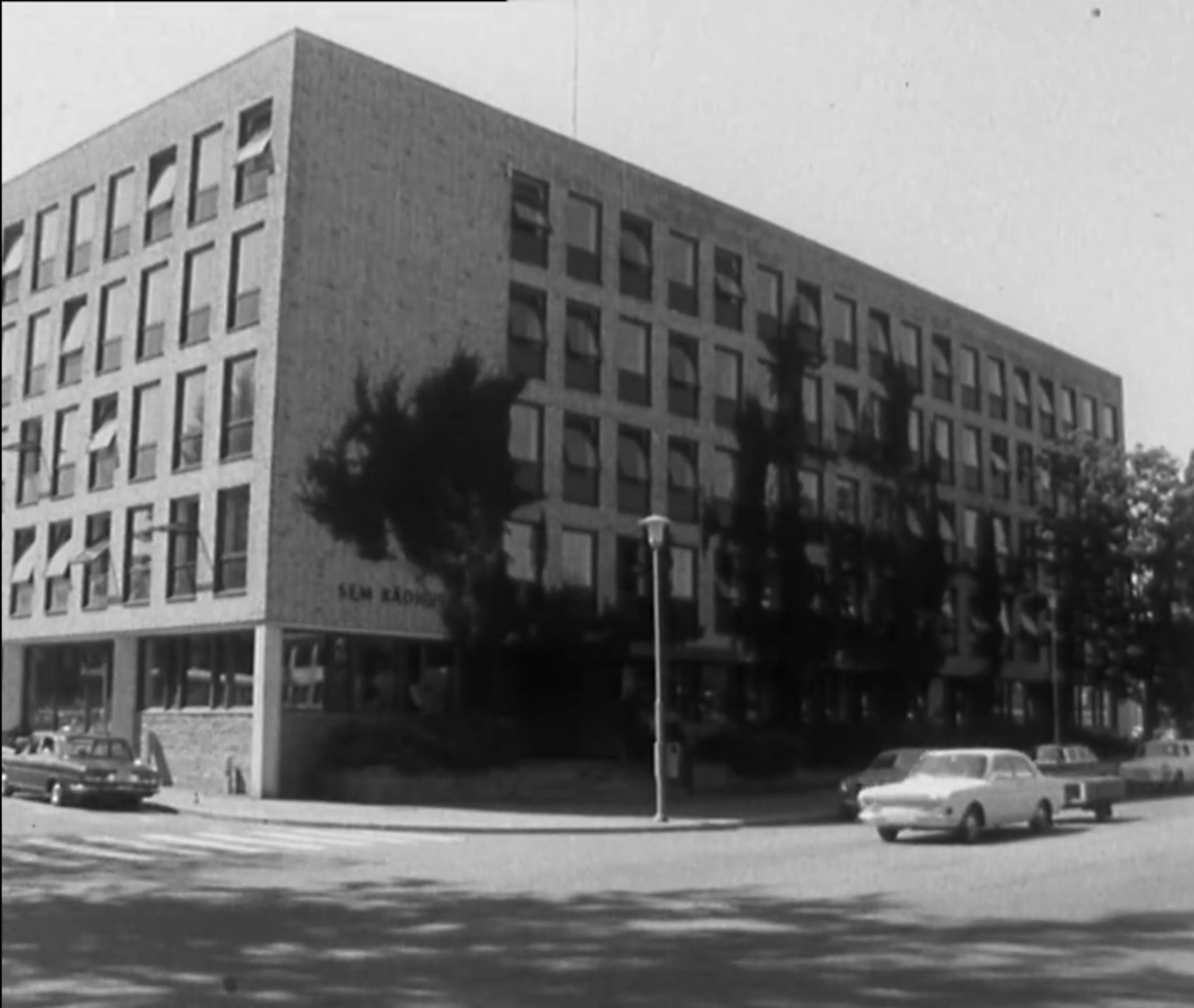
Sems dåvarande kommunhus i Tønsberg, uppfört 1962.